# グラーグ

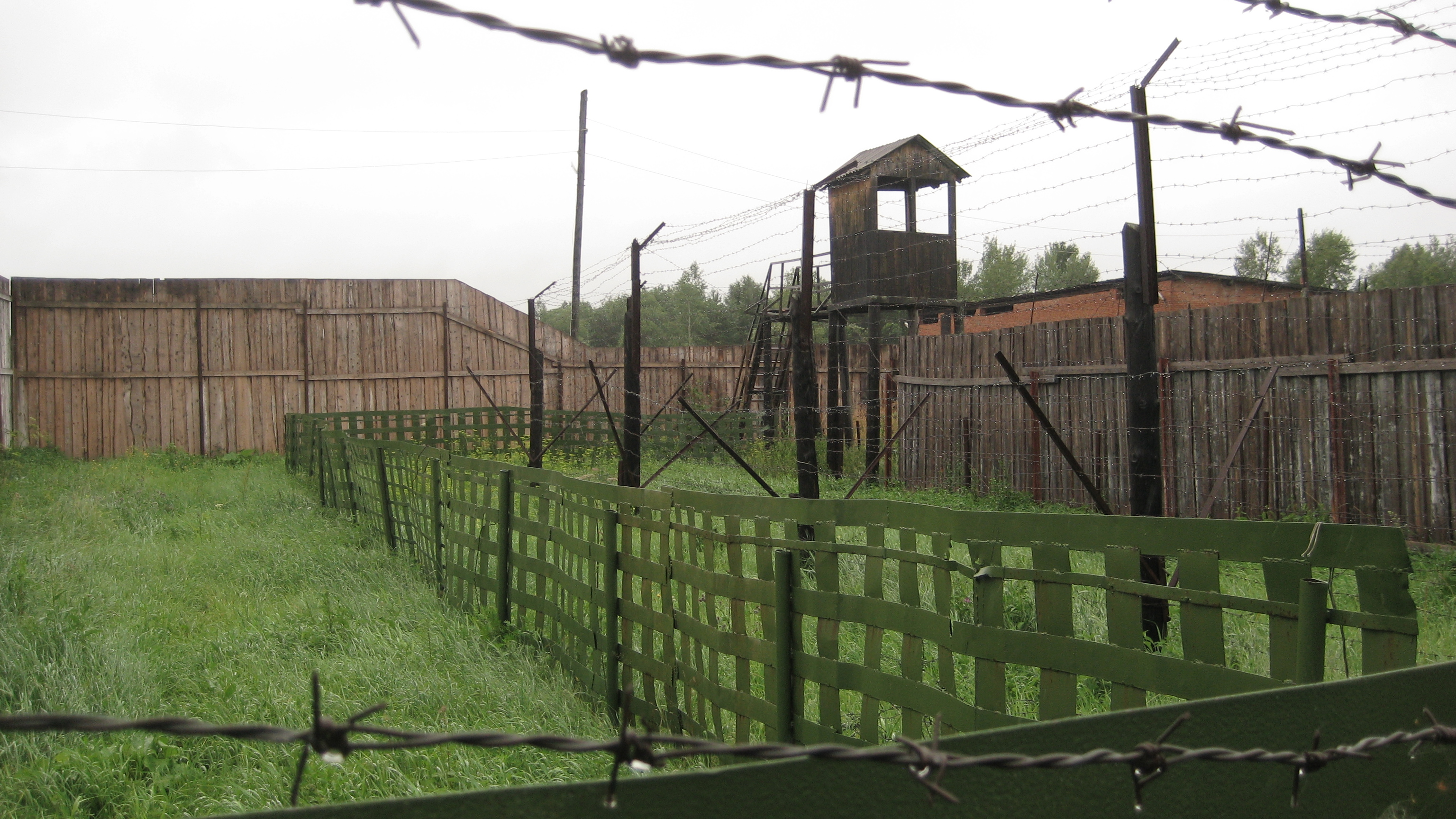
ウラル山脈西側のペルミにあったグラーグ(強制収容所)Perm-36

1923-1961年に存在したソビエト連邦内のグラグの場所。1940年時点で53か所のグラーグ、423か所の労働コロニーが設置された。

GULAGのマーク

グラーグ、グラーク、グラグ（ロシア語：ГУЛАГ, ГУЛаг、ラテン文字表記：GULAG・GULag・Gulag、ロシア語での発音（IPA）：[ɡʊˈlak]、イギリス英語での発音：[ˈɡuːlɑːɡ]または[-læɡ]）は、ソビエト連邦の強制労働行政機関 Гла́вное управле́ние лагере́й (ラテン文字表記：Glávnoje upravlénije lageréj)の頭字語(略語)であり、「強制収容所の管理主任」を意味する。グラーグとは労働収容所管理総局のことだが、強制収容所一般も意味する。
レーニンによって設置され、スターリンが支配した1930年代から1950年代にかけて頂点に達した。
グラーグには総計1800万人〜2500万人が収容され、1930年から1953年の期間での推定死亡数は、少なくとも150万から170万人、多い見積もりでは600万人という推計もある。

## 概説
ソビエト連邦の内務人民委員部（NKVD）、内務省（MVD）などにあった強制労働収容所・矯正収容所の管理部門のこと。「収容所本部」（Главное управление лагерей, Glavnoe upravlenie lagerej）の略から来ている。 収容所そのものはラーゲリ（лагерь, lager'）と呼ばれるが、ソ連国外では収容所を含めてグラグと呼ばれることが多かった。グラーグ（GULAG）のラーグ（LAG）とは、ラーゲリのことである。
GPUが設置した当初の名称は、Главное управление исправительно-трудовых лагерей,ラテン文字表記:
Glavnoje upravlenije ispraviteljno-trudovyh lagerej、「矯正労働収容所の管理部門」だった。日本語では矯正労働収容所中央管理局とも訳される。
強制収容所は、十月革命でソビエト政府を成立させたウラジーミル・レーニンの下で政府機関によって作られた。この用語はまた、ヨシフ・スターリン時代の大粛清以降も含めて、ソビエト連邦内の強制労働収容所を指すのにも一般的に用いられている。
第二次世界大戦中の戦争捕虜収容所（GUPVIが管理）、クラーク撲滅運動で「クラーク」（富農）と認定された人々の収容所（「特別居住地」）、強制移住を強いられた少数民族（ヴォルガ・ドイツ人、ポーランド人、コーカサス諸民族、クリミア・タタール人など）の収容所などソ連に存在した様々なタイプの強制収容所をも指すが、これは正式にはGULagに含まれない。
グラーグは、はじめ1918年に設置され、1934年に内務人民委員部（NKVD）に設置された。1953年のスターリンの死後、規模の縮小が始まり、1960年、ニキータ・フルシチョフにより閉鎖された。

## 受刑者zek
受刑者は、ロシア語でзаключённый (zakliuchyonnyi) と呼ばれるが、短縮されてз/к（zek，ZEK）と呼ばれた。これらZEKと呼ばれていた者の中には、第二次世界大戦の独ソ戦で捕虜になったドイツ人も、ソビエト体制への敵対者として含まれた。またソ連対日参戦によりソ連に抑留された日本人も多数が収容所で過酷な労働・生活を強いられた。

## 地方都市の土台

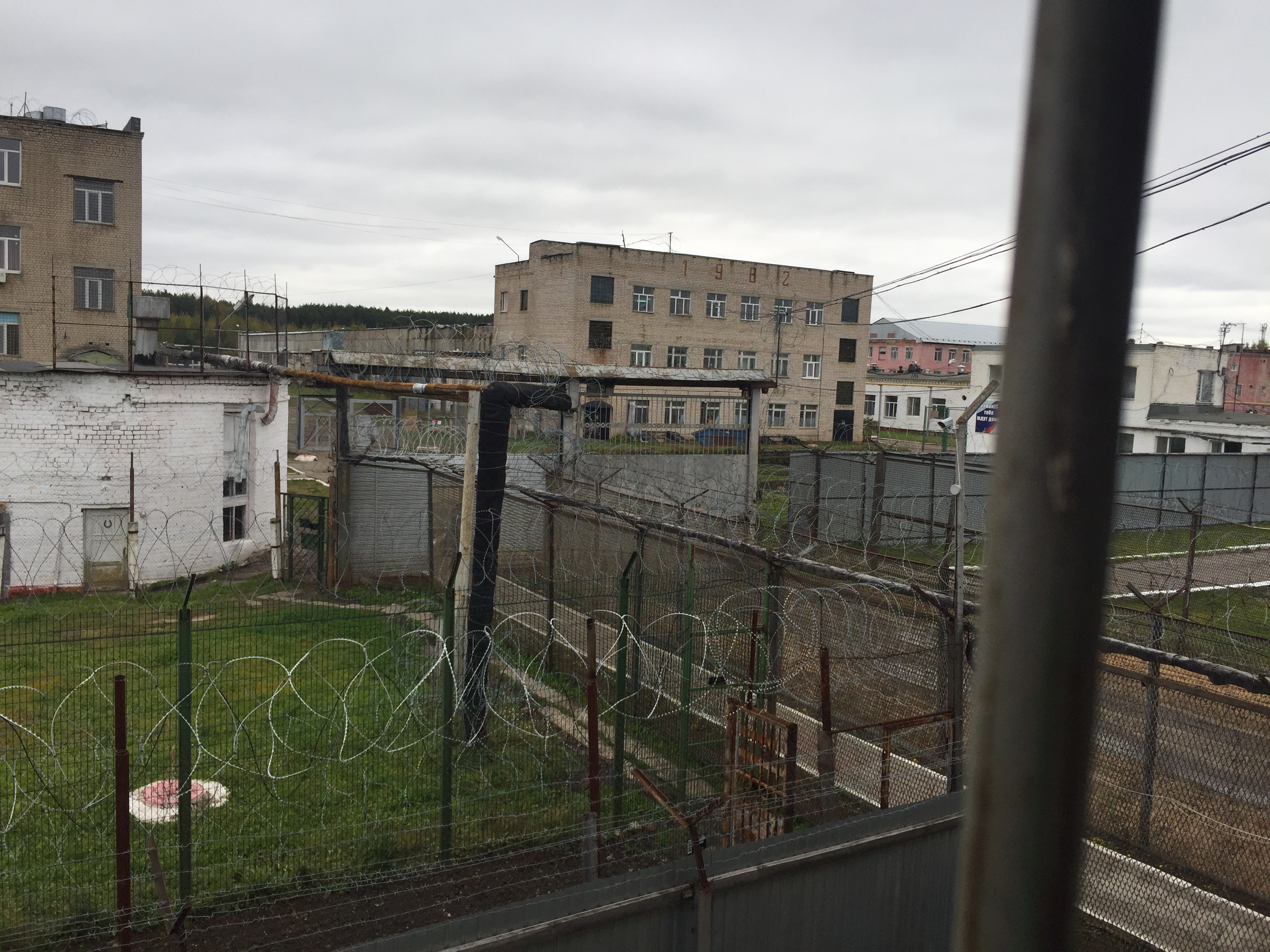
イヴァノヴォ州コフマ（Kokhma)にあった強制労働収容所

グラグの収容者は解放されても、その近隣都市に居住し、都市の発展に貢献する者も存在した。炭鉱を持つグラグを中心に発展したヴォルクタの例では、学者、エンジニア、建築家などのエリートが送り込まれて一部が定住した結果、住民の半数以上の先祖がグラグ出身者のモノゴロド（単一産業都市）となった。キャンプには、比較的小さな犯罪の受刑者から政治犯に至るまで、幅広い囚人が収容されていた。
オジョルスクでは7万人の囚人が原子炉や地下研究施設などの建設に従事させられた。マヤーク核技術施設では労働者らが大量の放射線を浴び、「5年生存率が0％」といわれた。

## 犠牲者数
グラーグでは釈放された場合もあり、また再収容された場合もあったが、これらを含めると、総計1800万人〜2500万人が収容された。
1930-53年の期間での推定死亡数は、少なく見積もっても、150万から170万人とされる。ローゼフィールドは現在の資料からは160万人が妥当な推計値とする。また、270万人あるいは、600万人と死者数を推計する説もある。

## 歴史博物館
2001年にモスクワで設立された強制収容所についての展示施設は「グラグ歴史博物館」（Музей истории ГУЛАГа，The GULAG History State Museum）と命名されている。

## 関連作品
アレクサンドル・ソルジェニーツィンの『収容所群島』はArkhipelag GULagが原題である。